# Quintus Æmilius Papus
Pour les articles homonymes, voir Aemilius Papus.
Quintus Aemilius Papus est un homme politique romain du début du IIIe siècle av. J.-C., consul en 282 et 278 av. J.-C.

## Famille
Il est membre des Aemilii Papi, branche de la famille patricienne des Aemilii. Il est fils d'un Cnaeus Aemilius et petit-fils d'un Lucius Aemilius. Son nom complet est Quintus Aemilius Cn.f. L.n. Papus. Il est le père de Lucius Aemilius Papus, consul en 225 av. J.-C.

## Biographie

### Premier consulat (282)

#### Campagne en Étrurie
Quintus Aemilius est consul en 282 av. J.-C. avec le plébéien Caius Fabricius Luscinus pour collègue,. Tandis que Caius Fabricius tient en échec les Samnites, les Bruttiens et les Lucaniens, portant ainsi secours à Thourioi, Quintus Aemilius mène une campagne en Étrurie pour réduire les foyers de révolte apparus après le désastre subi par l'armée de Lucius Caecilius Metellus Denter près d'Arretium l'année précédente. Malgré la défaite d'une première armée coalisée d'Étrusques et de Gaulois lors de la bataille du Lac Vadimon, les Boïens et les Étrusques décident de lever une nouvelle armée de 10 000 hommes. Celle-ci est vaincue par Quintus Aemilius entre Vetulonia et Populonia (apud oppidum [Vetu]loniam,). Le calme n'est pas pour autant rétabli et il faut encore deux campagnes militaires pour que les Romains viennent enfin à bout des dernières poches de résistance situées autour des cités de Vulci et de Volsinii.

#### Ambassade à Tarente
C'est durant le consulat de Papus et Luscinus qu'une ambassade menée par Lucius Postumius Megellus est envoyée à Tarente à la suite d'une attaque des Tarentins contre une petite flotte romaine et la mise à sac de Thourioi. Les délégués romains demandent la libération des soldats de la garnison de Thourioi que les Tarentins ont emprisonné, le retour des aristocrates expulsés de Thourioi, la restitution des biens volés lors du pillage de la ville et la livraison des responsables de l'attaque sur les navires romains. Selon la tradition, les ambassadeurs romains sont mal reçus et même humiliés, ce qui provoque la déclaration d'une guerre contre Tarente qui conduit à la guerre de Pyrrhus en Italie.

### Légat (280)
En 280 av. J.-C., Quintus Aemilius fait partie des délégués romains, avec Caius Fabricius et Publius Cornelius Dolabella, qui sont envoyés auprès de Pyrrhus pour négocier le paiement d'une rançon afin de libérer les prisonniers capturés lors de la bataille d'Héraclée,.

### Second consulat (278)
Quintus Aemilius est consul une deuxième fois en 278 av. J.-C. avec une nouvelle fois Caius Fabricius Luscinus pour collègue. Son collègue Caius Fabricius mène une attaque contre les Campaniens de Rhegium et pourrait avoir conclu un traité avec la ville d'Héraclée.

### Censure (275)
Quintus Aemilius et Caius Fabricius deviennent censeurs en 275 av. J.-C. Ils font exclure le consulaire Publius Cornelius Rufinus du Sénat pour avoir acheté dix livres de vaisselle d'argent, un outrage aux lois morales (sumptuariae leges) imposant des limites en termes de dépenses et d'ostentation,.